# Phytobia incerta
Phytobia incerta este o specie de muște din genul Phytobia, familia Agromyzidae, descrisă de Spencer în anul 1963. Conform Catalogue of Life specia Phytobia incerta nu are subspecii cunoscute.